# Салаш
Сала́ш (болг. Салаш) — село у Видинській області Болгарії. Входить до складу общини Белоградчик.

## Населення
За даними перепису населення 2011 року у селі проживала 171 особа.
Національний склад населення села:
| Національність   | Кількість осіб | Відсоток |
| ---------------- | -------------- | -------- |
| болгари          | 165            | 96,5%    |
| цигани           | 6              | 3,5%     |
| турки            | 0              | 0%       |
| інша             | 0              | 0%       |
| не визначились   | 0              | 0%       |
| Всього відповіли | 171            |          |

Розподіл населення за віком у 2011 році:
Динаміка населення: